# Eszter Szabó-Feltóthy
Eszter Szabó-Feltóthy (Budapest, 4 de enero de 2002) es una deportista húngara que compite en natación, especialista en el estilo espalda. Ganó una medalla de bronce en el Campeonato Europeo de Natación de 2024, en la prueba de 200 m espalda.

## Palmarés internacional
| Campeonato Europeo | Campeonato Europeo | Campeonato Europeo | Campeonato Europeo |
| Año                | Lugar              | Medalla            | Prueba             |
| ------------------ | ------------------ | ------------------ | ------------------ |
| 2024               | Belgrado (Serbia)  | Medalla de bronce  | 200 m espalda      |